# Kŭmgang (powiat)
Kŭmgang (kor. 금강군, Kŭmgang-gun) – powiat w Korei Północnej, w prowincji Kangwŏn. W 2008 roku liczył 54 211 mieszkańców. Graniczy z powiatami Kosŏng od północy i wschodu, Ch’angdo od zachodu, T’ongch’ŏn od północy, a także z należącymi do Korei Południowej powiatami Yanggu oraz Rinje od południa. 85% terytorium powiatu stanowią lasy. Region słynie z najpiękniejszych krajobrazów całej Korei – dużą część powiatu stanowi pasmo górskie, znane jako Góry Diamentowe (kor. 금강산, Kŭmgang-san).

## Historia
Przed wyzwoleniem Korei spod okupacji japońskiej tereny należące do powiatu wchodziły w skład powiatu Hoeyang. W obecnej formie powstał w wyniku gruntownej reformy podziału administracyjnego w grudniu 1952 roku. W jego skład weszły wówczas tereny należące wcześniej do miejscowości Naegŭmgang, Sadong (11 wsi), Anp'ung (18 wsi – wszystkie należały do powiatu Hoeyang), Sŏhwa (1 wieś – powiat Inje), Suip (3 wsie – powiat Yanggu). Pierwotnie powiat składał się z jednego miasteczka (Kŭmgang-ŭp) i 26 wsi (kor. ri).

## Podział administracyjny powiatu
W skład powiatu wchodzą następujące jednostki administracyjne:
| Nazwa jednostki administracyjnej | Rodzaj jednostki administracyjnej | Chosŏn’gŭl |
| -------------------------------- | --------------------------------- | ---------- |
| Kŭmgang-ŭp                       | miasteczko                        | 금강읍     |
| Kŭmch’ŏn-ri                      | wieś                              | 금천리     |
| Kŭmp'ung-ri                      | wieś                              | 금풍리     |
| Naegang-ri                       | wieś                              | 내강리     |
| Tanp'ung-ri                      | wieś                              | 단풍리     |
| Ryong'am-ri                      | wieś                              | 룡암리     |
| Mundŭng-ri                       | wieś                              | 문등리     |
| Pangmok-ri                       | wieś                              | 방목리     |
| Paekhyŏn-ri                      | wieś                              | 백현리     |
| Pukjŏm-ri                        | wieś                              | 북점리     |
| Sedong-ri                        | wieś                              | 세동리     |
| Sogon-ri                         | wieś                              | 소곤리     |
| Soksa-ri                         | wieś                              | 속사리     |
| Songgŏ-ri                        | wieś                              | 송거리     |
| Sungap-ri                        | wieś                              | 순갑리     |
| Singyo-ri                        | wieś                              | 신교리     |
| Sinwŏn-ri                        | wieś                              | 신원리     |
| Sin'ŭp-ri                        | wieś                              | 신읍리     |
| Anmi-ri                          | wieś                              | 안미리     |
| Och'ŏn-ri                        | wieś                              | 오천리     |
| Ip'o-ri                          | wieś                              | 이포리     |
| Ch'ŏngdu-ri                      | wieś                              | 청두리     |
| P'ungmi-ri                       | wieś                              | 풍미리     |
| Hahoe-ri                         | wieś                              | 하회리     |
| Hyŏndong-ri                      | wieś                              | 현동리     |
| Hyŏn-ri                          | wieś                              | 현리       |
| Hwach'ŏn-ri                      | wieś                              | 화천리     |